# Mishari bin Abd al-Aziz Al Saud
Mishari bin Abd al-Aziz Al Saud (in arabo مشاري بن عبد العزيز آل سعود‎?; Riyad, 1932 – New York, 23 maggio 2000) è stato un principe, imprenditore e aviatore saudita, membro della famiglia reale Al Saʿūd, ha fatto parte del Movimento dei principi liberi e è stato uno dei primi piloti di nazionalità saudita. Non ha esercitato alcuna funzione politica per tutta la vita. Nel libro «Passi sopra la sabbia» ha narrato la vita del padre.

## Biografia
Il principe Mishari nacque a Riyad nel 1932 ed era il diciannovesimo figlio di re Abd al-Aziz. Sua madre Bushra era una concubina del monarca e morì in giovane età.
Fu educato a corte insieme ad altri fratelli.
Appassionato di aviazione fin dall'infanzia, perfezionò studi nel Regno Unito e negli Stati Uniti d'America, ottenendo certificati di qualifica per diversi aerei, sia militari che civili. Fu anche imprenditore e poeta.
Conosceva diverse lingue, apprese durante i suoi numerosi viaggi.
I suoi hobby consistevano nel turismo, nella pesca, nel nuoto e nell'equitazione. Possedeva inoltre una grande biblioteca, contenente diversi volumi di valore.

## Omicidio del diplomatico britannico Cyril Ousman
Cyril Ousman era un cittadino britannico che era in Arabia dal 1929 e lavorava come ingegnere. In seguito divenne viceconsole britannico a Gedda. Il 16 novembre 1951 tenne una festa  in cui il principe Mishari, di diciannove anni, era tra gli ospiti. Ousman si rifiutò di versare a Mishari un altro drink, poiché aveva già raggiunto il suo limite massimo. Mishari se ne andò, tornò poco dopo portando una pistola e sparò in casa del diplomatico. Ousman, nel proteggere sua moglie Dorothy, fu colpito a morte.
Ousman fu sepolto il giorno successivo nel cimitero non musulmano di Gedda. Nel 1952, re Abd-al Aziz impose il divieto totale di consumare alcolici nel suo regno. La moglie della vittima lasciò Gedda in silenzio, accettando un compenso dal sovrano. Mishari fu condannato all'ergastolo. Gli fu risparmiata la pena di morte a causa del suo rango. Mishari fu scarcerato durante il regno di re Sa'ud.
Raymond A. Hare, all'epoca ambasciatore degli Stati Uniti in Arabia Saudita, in una lettera allo United States Foreign Service datata 25 novembre 1951 sostenne che l'omicidio era molto simile a una scena di un film americano che il principe Mishari, Cyril Ousman e sua moglie avevano visto insieme solo pochi giorni prima dell'incidente.

## Vita personale
Il principe si sposò due volte ed ebbe dodici figli. Da Hayfa bint Kamal, una donna siriana originaria di Aleppo, nacquero nati Mansur, Muhammad, Mudhi, Mudhawi, Faysal, Nuf, Maha, Hala e Abir. Dalla seconda moglie, nacquero Hana, Talal e Fahd.
Mansur studiò ingegneria negli Stati Uniti d'America e lavorò in opere militari presso il Ministero della difesa.
Muhammad è un imprenditore ed è membro del Consiglio di Fedeltà.
Faysal è un ufficiale in pensione della Guardia nazionale.
Talal studiò scienze politiche negli Stati Uniti d'America e lavorò presso il Ministero degli affari esteri.
Fahd studiò presso il Dipartimento di informazione dell'Università Re Sa'ud di Riad e lavorò al Ministero degli interni per nove anni e poi fu trasferito alla Mezzaluna Rossa saudita con l'incarico di direttore del Dipartimento di informazione e consapevolezza.
Maha, è un'accademica presso il Collegio di medicina dell'Università Alfaisal di Riad e medico presso il King Faisal Specialist Hospital and Research Center.

## Morte e funerale
Colpito da un male incurabile, che gli provocava molte sofferenze, morì per un attacco di cuore a New York il 23 maggio 2000 dove si era recato per curarsi. Il suo corpo è stato rimpatriato per celebrare le preghiere funebri nella Grande Moschea della Mecca alla presenza di re Fahd e di altri principi e persone comuni. La salma è stata poi sepolta nel cimitero al-Adl della città.